# 壮傣民族民间信仰

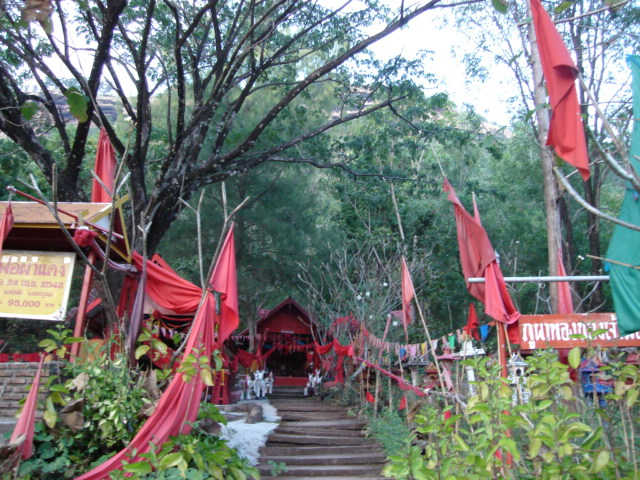
泰国碧差汶府的守护神庙

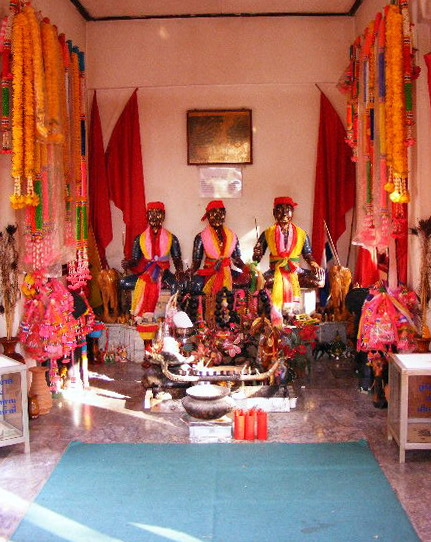
泰国程逸府神庙内部

壮傣民族民间信仰，又称精灵崇拜、鬼魂崇拜、秕教:39、庀教:24（寮語： Satsana Phi），是壮傣民族的传统民间信仰总称，是带有泛灵信仰、祖先崇拜和巫觋宗教特点的多神教。壮傣民族主要包括泰国泰族、老挝佬族、缅甸掸族、中国傣族、印度阿洪姆人等。
在老挝，老龙族主要信仰佛教，而老听和老松两个民族集团仍然主要信仰民间宗教，因此鬼魂崇拜仍然是老挝重要的宗教信仰，信徒占老挝约30%的人口。老挝佛教中亦融合了许多民间信仰的特点。
壮傣民族的民间信仰将超自然的神灵称为秕（ຜີ； phi），一般是各地的守护神，也可以是祖先的魂魄等超自然力量。这些神灵既是守护民众平安的守护之神，也可能是带来灾祸的破坏之神。寺庙的守护神称为秕洼（ຜີວັດ； phi wat），村镇的守护神称为拉勐（ຫລັກເມືອງ； lak mueang）。民众通过祭祀仪式来祭神，期间以粮食和酒作为祭品。此外，源自婆罗门教的神祇也被纳入壮傣民族的神系；另外一些源自本土信仰的神灵则被称为秕滕（ຜີແຖນ； phi thaen）。万物有灵，一些神灵和自然现象和事物有关，如天、地、水、火等。
壮傣民族的民间信仰认为人体中有灵气，称为“魂”或宽（ຂວັນ； khwan），共有32种。灵气充沛者身心健康，会交到好运。因此，人在重大的人生节点前，需要举行特殊仪式，称为招魂仪式、拴线仪式或“巴西”（ basi； baisi），以召回失散的灵气。在欢迎宾客和归来的旅者、庆祝病患康复时也会举行招魂仪式。招魂仪式也是老挝人婚礼和起名仪式的重要环节。